# Heterophrynus elaphus
Espèce
Heterophrynus elaphus est une espèce d'amblypyges de la famille des Phrynidae.

## Distribution
Cette espèce se rencontre au Pérou et en Bolivie,.

## Description
L'holotype mesure 32 mm.

## Publication originale
- Pocock, 1903 : Description of four new Arachnida of the orders Pedipalpi, Solifugae and Araneae. Annals and Magazine of Natural History, sér. 7, vol. 11, p. 220-226 (texte intégral).